# Bortolo Mutti
Bortolo Mutti (Trescore Balneario, 11 agosto 1954) è un ex calciatore e allenatore di calcio italiano, di ruolo centravanti.
Durante la carriera di calciatore era noto anche come Mutti II per distinguerlo dal fratello Tiziano, poi anche lui allenatore.

## Carriera

### Giocatore
Cresciuto nell'Inter, gioca la prima stagione da professionista in prestito nella Massese durante la stagione 1974-1975, collezionando 25 presenze nella stagione chiusa all'11º posto nel girone B della Serie C.
Tornato all'Inter, non riesce a debuttare in prima squadra e nell'ottobre 1975 viene così ceduto in Serie B in prestito al Pescara, dove gioca 33 partite segnando 6 gol, i primi in carriera. Nella stagione successiva (1976-1977) passa ancora in prestito al Catania, dove è ancora titolare e fra le cui file realizza 8 reti che non bastano alla sua squadra per ottenere la salvezza in Serie B, retrocedendo così in Serie C.
Nel 1977 viene ceduto a titolo definitivo al Brescia, dove gioca fino al 1980 ottenendo una promozione in Serie A nel 1979-1980 arrivando al terzo posto. Lascia la squadra dopo aver collezionato 109 presenze e 28 reti.
Nel 1980-1981 va al Taranto, dove ha segnato una doppietta al Milan fra le 7 reti realizzate in 32 apparizioni, che non sono sufficienti per permettere alla squadra il mantenimento della categoria, mentre nella stagione successiva passa all'Atalanta, squadra della sua città, portandola dalla Serie C1 alla Serie A in tre stagioni, dal campionato 1981-1982 (vinto) al campionato 1983-1984 (anche questo vinto). In quest'arco di tempo gioca 99 partite di campionato in maglia nerazzurra, marcando 24 reti.
Tre stagioni è il massimo periodo che riesce a legarsi ad una società. Dal 1984 al 1987, infatti, gioca nel Mantova, segnando 28 reti in 96 partite. Dopo il sesto posto in Serie C2 del primo anno, nella stagione 1985-1986 giunge con la squadra al 2º nel girone B del campionato venendo così promosso in Serie C1, categoria nella quale la squadra rimarrà per una sola stagione vista l'immediata retrocessione.
Conclude la carriera al Palazzolo dal 1987 al 1989, dove svolge la mansione di allenatore-giocatore. In tutta la sua carriera è stato sempre un titolare.

### Allenatore
Vive la prima esperienza esclusiva in panchina nella squadra con cui si è ritirato dall'attività agonistica, la Pro Palazzolo. Guida la squadra per tre stagioni, dal 1988 al 1991: nella prima stagione non riesce a salvare la squadra che retrocede dall'Interregionale in Promozione Lombarda; nel 1989-1990, dopo la fusione con la Grumellese, guida la squadra in Serie C2. Nel 1990-1991, infine, porta la squadra in Serie C1 dopo aver ottenuto il terzo posto nel girone B della Serie C2.
Nel 1991 viene ingaggiato dal Leffe, che porta subito dalla Serie C2 alla Serie C1 ottenendo il secondo posto in campionato. Il debutto come allenatore nel calcio professionistico arriva l'8 settembre 1991 in Leffe-Novara (1-3). Nella seconda ed ultima stagione al Leffe porta la squadra al quarto posto della terza serie.
Dal 1993 al 1995 è alla guida dell'Hellas Verona, ottenendo il 12º ed il 10º posto in Serie B. Il 15 settembre diventa allenatore del Cosenza, sostituendo l'esonerato Silipo, dirigendolo dalla 4ª giornata di Serie B 1995-1996, ottenendo l'11º posto finale.
Nella stagione 1996-1997 vive con il Piacenza la sua prima esperienza in Serie A riuscendo ad ottenere la salvezza dopo uno spareggio contro il Cagliari. L'anno successivo rimane nella massima serie sedendosi sulla panchina del Napoli, società che lo esonera dopo la quinta giornata dopo aver ottenuto una vittoria, un pareggio e tre sconfitte; è il primo di quattro allenatori durante la peggiore stagione partenopea, conclusa con la retrocessione.
In seguito diventa l'allenatore dell'Atalanta in Serie B (sesto posto) tornando in nerazzurro dopo l'esperienza da giocatore. Vive due stagioni in cadetteria di nuovo con il Cosenza: undicesimo nel 1999-2000 e ottavo posto nel 2000-2001, stagione in cui i rossoblu sono capolisti in classifica per tutto il girone d'andata e sfiorano la promozione in Serie A.
Nel 2001-2002 diventa l'allenatore del Palermo sotto la presidenza di Franco Sensi, ottenendo il decimo posto in campionato. Debutta sulla panchina rosanero il 12 agosto 2001 nella vittoria casalinga per 3-0 sul Livorno nella prima giornata della prima fase di Coppa Italia. A fine stagione, liberato da Sensi, lascia la società palermitana.
Il 19 giugno 2002 viene ingaggiato dalla Reggina tornando così ad allenare in Serie A. L'8 novembre seguente viene esonerato insieme ai suoi collaboratori De Cicco e Piacentini. Nella stagione seguente è sulla panchina del Messina, con cui si lega fino al 2007, conquistando la promozione in Serie A dopo il terzo posto in campionato. Confermato alla guida dei peloritani, nella stagione 2004-2005 ottiene uno storico 7º posto in Serie A, mentre l'anno successivo viene esonerato dall'incarico il 26 marzo 2006, dopo la 31ª giornata, con la squadra al terzultimo posto con 28 punti; viene sostituito da Gian Piero Ventura, il quale non riesce ad evitare la retrocessione (poi annullata nell'estate seguente a seguito dello scandalo Calciopoli).
Il 13 febbraio 2007 viene ingaggiato dal Modena, riuscendo a salvare la squadra dalla retrocessione e terminando la stagione al 15º posto nella Serie B. Il 20 aprile 2008, con la squadra ai limiti della zona retrocessione, viene sollevato dall'incarico e sostituito da Daniele Zoratto.
L'8 dicembre 2008 subentra sulla panchina della Salernitana al posto dell'esonerato Fabrizio Castori. Dopo cinque gare da tecnico granata, il 24 gennaio 2009, viene a sua volta sollevato dall'incarico in seguito alla sconfitta di Sassuolo (0-1) e sostituito dal suo predecessore.
L'11 gennaio 2010 viene ufficializzato il suo ritorno sulla panchina dell'Atalanta, in sostituzione del dimissionario Antonio Conte. La stagione si conclude con la retrocessione della squadra malgrado abbia fatto una media punti migliore dei suoi predecessori (21 punti in 19 partite), ed il 15 giugno 2010 gli subentra Stefano Colantuono.
Il 10 febbraio 2011 viene ufficializzato l'ingaggio dal Bari, ultimo in classifica in Serie A, sostituendo l'esonerato Gian Piero Ventura (ai tempi del Messina fu quest'ultimo a sostituire Mutti); il contratto è valido fino alla fine della stagione, con opzione per l'anno successivo legato ai risultati. La squadra non riesce comunque a salvarsi e la matematica retrocessione in Serie B arriva il 23 aprile 2011 dopo la sconfitta per 0-1 con la Sampdoria. A fine stagione Mutti lascia il panchina dei galletti e il 15 giugno 2011 gli subentra Vincenzo Torrente.
Il 19 dicembre seguente subentra a Devis Mangia sulla panchina del Palermo, tornando nel capoluogo siciliano dieci anni dopo, stavolta sotto la presidenza di Maurizio Zamparini. Con il sodalizio siciliano firma un contratto fino a fine stagione, portando con sé il vice da tempo Mauro Di Cicco e i collaboratori Renato Scarpellino e Giambattista Piacentini. Il secondo debutto sulla panchina del Palermo arriva due giorni dopo, pareggiando per 2-2 in casa del Novara per il recupero della prima giornata di campionato rinviata dopo lo sciopero dei calciatori; queste sono state le prime reti in trasferta, alla nona partita fuori casa, del campionato del Palermo. A fine stagione, malgrado la salvezza ottenuta e 23 punti ottenuti su 43 totali, il contratto con i siciliani non viene rinnovato e quindi Mutti lascia la squadra.
Coinvolto nell'inchiesta del calcioscommesse come allenatore del Bari, il 26 luglio 2012 viene deferito dal procuratore federale Stefano Palazzi per omessa denuncia. Il 3 agosto successivo viene avanzata per lui la proposta di quattro mesi di squalifica, poi patteggiati.
Il 28 settembre 2013 subentra all'esonerato Dario Marcolin sulla panchina del Padova. Il 2 febbraio 2014, a seguito della sconfitta per 4-1 contro il Carpi, viene sollevato dall'incarico, dopo aver collezionato un punto in cinque partite.
Il 25 novembre 2015 subentra all'esonerato Christian Panucci sulla panchina del Livorno. Due mesi dopo viene a sua volta sostituito dallo stesso Panucci, dopo aver ottenuto 3 punti in 9 partite di campionato.

## Statistiche

### Statistiche da allenatore
Statistiche aggiornate al 25 gennaio 2016.
| Stagione             | Squadra              | Campionato           | Campionato | Campionato | Campionato | Campionato | Coppe nazionali | Coppe nazionali | Coppe nazionali | Coppe nazionali | Coppe nazionali | Coppe continentali | Coppe continentali | Coppe continentali | Coppe continentali | Coppe continentali | Altre coppe | Altre coppe | Altre coppe | Altre coppe | Altre coppe | Totale | Totale | Totale | Totale | % Vittorie | Piazzamento     |
| Stagione             | Squadra              | Comp                 | G          | V          | N          | P          | Comp            | G               | V               | N               | P               | Comp               | G                  | V                  | N                  | P                  | Comp        | G           | V           | N           | P           | G      | V      | N      | P      | %          | Piazzamento     |
| -------------------- | -------------------- | -------------------- | ---------- | ---------- | ---------- | ---------- | --------------- | --------------- | --------------- | --------------- | --------------- | ------------------ | ------------------ | ------------------ | ------------------ | ------------------ | ----------- | ----------- | ----------- | ----------- | ----------- | ------ | ------ | ------ | ------ | ---------- | --------------- |
| 1988-1989            | Palazzolo            | D                    | 34         | 4          | 14         | 16         | CI-D            | ?               | ?               | ?               | ?               | -                  | -                  | -                  | -                  | -                  | -           | -           | -           | -           | -           | 34     | 4      | 14     | 16     | 11,76      | 18º (retr.)     |
| 1989-1990            | Palazzolo            | C2                   | 34         | 14         | 15         | 5          | CI-C            | ?               | ?               | ?               | ?               | -                  | -                  | -                  | -                  | -                  | -           | -           | -           | -           | -           | 34     | 14     | 15     | 5      | 41,18      | 3º              |
| 1990-1991            | Palazzolo            | C2                   | 34         | 16         | 13         | 5          | CI-C            | 6               | 1               | 4               | 1               | -                  | -                  | -                  | -                  | -                  | -           | -           | -           | -           | -           | 40     | 17     | 17     | 6      | 42,50      | 1° (prom.)      |
| Totale Pro Palazzolo | Totale Pro Palazzolo | Totale Pro Palazzolo | 102        | 34         | 42         | 26         |                 | 6               | 1               | 4               | 1               |                    | -                  | -                  | -                  | -                  |             | -           | -           | -           | -           | 108    | 35     | 46     | 27     | 32,41      |                 |
| 1991-1992            | Leffe                | C2                   | 38         | 16         | 15         | 7          | CI-C            | 4               | 1               | 1               | 2               | -                  | -                  | -                  | -                  | -                  | -           | -           | -           | -           | -           | 42     | 17     | 16     | 9      | 40,48      | 2° (prom.)      |
| 1992-1993            | Leffe                | C1                   | 32         | 12         | 12         | 8          | CI-C            | 2               | 1               | 0               | 1               | -                  | -                  | -                  | -                  | -                  | -           | -           | -           | -           | -           | 34     | 13     | 12     | 9      | 38,24      | 5º              |
| Totale Leffe         | Totale Leffe         | Totale Leffe         | 70         | 28         | 27         | 15         |                 | 6               | 2               | 1               | 3               |                    | -                  | -                  | -                  | -                  |             | -           | -           | -           | -           | 76     | 30     | 28     | 18     | 39,47      |                 |
| 1993-1994            | Verona               | B                    | 38         | 11         | 15         | 12         | CI              | 1               | 0               | 0               | 1               | -                  | -                  | -                  | -                  | -                  | -           | -           | -           | -           | -           | 39     | 11     | 15     | 13     | 28,21      | 12º             |
| 1994-1995            | Verona               | B                    | 38         | 11         | 15         | 12         | CI              | 1               | 0               | 0               | 1               | -                  | -                  | -                  | -                  | -                  | -           | -           | -           | -           | -           | 39     | 11     | 15     | 13     | 28,21      | 10º             |
| Totale Verona        | Totale Verona        | Totale Verona        | 76         | 22         | 30         | 24         |                 | 2               | 0               | 0               | 2               |                    |                    |                    |                    |                    |             |             |             |             |             | 78     | 22     | 30     | 26     | 28,21      |                 |
| set. 1995-1996       | Cosenza              | B                    | 35         | 10         | 15         | 10         | -               | -               | -               | -               | -               | -                  | -                  | -                  | -                  | -                  | -           | -           | -           | -           | -           | 35     | 10     | 15     | 10     | 28,57      | Sub. 11°        |
| 1996-1997            | Piacenza             | A                    | 34+1       | 7+1        | 16         | 11         | CI              | 1               | 0               | 1               | 0               | -                  | -                  | -                  | -                  | -                  | -           | -           | -           | -           | -           | 36     | 8      | 17     | 16     | 22,22      | 14º             |
| ago.-ott. 1997       | Napoli               | A                    | 5          | 1          | 1          | 3          | CI              | 2               | 1               | 0               | 1               | -                  | -                  | -                  | -                  | -                  | -           | -           | -           | -           | -           | 7      | 2      | 1      | 4      | 28,57      | Eson.           |
| 1998-1999            | Atalanta             | B                    | 38         | 14         | 19         | 5          | CI              | 8               | 4               | 3               | 1               | -                  | -                  | -                  | -                  | -                  | -           | -           | -           | -           | -           | 46     | 18     | 22     | 6      | 39,13      | 6º              |
| 1999-2000            | Cosenza              | B                    | 38         | 11         | 15         | 12         | CI              | 6               | 1               | 1               | 4               | -                  | -                  | -                  | -                  | -                  | -           | -           | -           | -           | -           | 44     | 12     | 16     | 16     | 27,27      | 12º             |
| 2000-2001            | Cosenza              | B                    | 38         | 17         | 9          | 12         | CI              | 5               | 2               | 2               | 1               | -                  | -                  | -                  | -                  | -                  | -           | -           | -           | -           | -           | 43     | 19     | 11     | 13     | 44,19      | 8º              |
| Totale Cosenza       | Totale Cosenza       | Totale Cosenza       | 111        | 38         | 39         | 34         |                 | 11              | 3               | 3               | 5               |                    | -                  | -                  | -                  | -                  |             | -           | -           | -           | -           | 122    | 41     | 42     | 39     | 33,61      |                 |
| 2001-2002            | Palermo              | B                    | 38         | 12         | 12         | 14         | CI              | 3               | 2               | 0               | 1               | -                  | -                  | -                  | -                  | -                  | -           | -           | -           | -           | -           | 41     | 14     | 12     | 15     | 34,15      | 10º             |
| ago.-nov. 2002       | Reggina              | A                    | 8          | 1          | 2          | 5          | CI              | 5               | 3               | 1               | 1               | -                  | -                  | -                  | -                  | -                  | -           | -           | -           | -           | -           | 13     | 4      | 3      | 6      | 30,77      | Eson.           |
| ott. 2003-2004       | Messina              | B                    | 39         | 21         | 12         | 6          | CI              | 5               | 3               | 1               | 1               | -                  | -                  | -                  | -                  | -                  | -           | -           | -           | -           | -           | 44     | 24     | 13     | 7      | 54,55      | Sub. 4° (prom.) |
| 2004-2005            | Messina              | A                    | 38         | 12         | 12         | 14         | CI              | 5               | 3               | 1               | 1               | -                  | -                  | -                  | -                  | -                  | -           | -           | -           | -           | -           | 43     | 15     | 13     | 15     | 34,88      | 7º              |
| 2005-mar. 2006       | Messina              | A                    | 31         | 5          | 13         | 13         | -               | -               | -               | -               | -               | -                  | -                  | -                  | -                  | -                  | -           | -           | -           | -           | -           | 31     | 5      | 13     | 13     | 16,13      | Eson.           |
| Totale Messina       | Totale Messina       | Totale Messina       | 108        | 38         | 37         | 33         |                 | 10              | 6               | 2               | 2               |                    | -                  | -                  | -                  | -                  |             | -           | -           | -           | -           | 118    | 44     | 39     | 35     | 37,29      |                 |
| feb.-mag. 2007       | Modena               | B                    | 20         | 7          | 7          | 6          | -               | -               | -               | -               | -               | -                  | -                  | -                  | -                  | -                  | -           | -           | -           | -           | -           | 20     | 7      | 7      | 6      | 35,00      | Sub. 16°        |
| 2007-apr. 2008       | Modena               | B                    | 36         | 8          | 14         | 14         | CI              | 1               | 0               | 0               | 1               | -                  | -                  | -                  | -                  | -                  | -           | -           | -           | -           | -           | 37     | 8      | 14     | 15     | 21,62      | Eson.           |
| Totale Modena        | Totale Modena        | Totale Modena        | 56         | 15         | 21         | 20         |                 | 1               | 0               | 0               | 1               |                    | -                  | -                  | -                  | -                  |             | -           | -           | -           | -           | 57     | 15     | 21     | 21     | 26,32      |                 |
| dic. 2008-gen. 2009  | Salernitana          | B                    | 5          | 1          | 1          | 3          | -               | -               | -               | -               | -               | -                  | -                  | -                  | -                  | -                  | -           | -           | -           | -           | -           | 5      | 1      | 1      | 3      | 20,00      | Sub., eson.     |
| gen.-mag. 2010       | Atalanta             | A                    | 19         | 6          | 3          | 10         | -               | -               | -               | -               | -               | -                  | -                  | -                  | -                  | -                  | -           | -           | -           | -           | -           | 19     | 6      | 3      | 10     | 31,58      | Sub.18º (retr.) |
| Totale Atalanta      | Totale Atalanta      | Totale Atalanta      | 57         | 20         | 22         | 15         |                 | 8               | 4               | 3               | 1               |                    | -                  | -                  | -                  | -                  |             | -           | -           | -           | -           | 65     | 24     | 25     | 16     | 36,92      |                 |
| feb.-mag. 2011       | Bari                 | A                    | 14         | 2          | 4          | 8          | -               | -               | -               | -               | -               | -                  | -                  | -                  | -                  | -                  | -           | -           | -           | -           | -           | 14     | 2      | 4      | 8      | 14,29      | Sub.20º (retr.) |
| dic. 2011-2012       | Palermo              | A                    | 23         | 5          | 8          | 10         | -               | -               | -               | -               | -               | -                  | -                  | -                  | -                  | -                  | -           | -           | -           | -           | -           | 23     | 5      | 8      | 10     | 21,74      | Sub.16º         |
| Totale Palermo       | Totale Palermo       | Totale Palermo       | 61         | 17         | 20         | 24         |                 | 3               | 2               | 0               | 1               |                    | -                  | -                  | -                  | -                  |             | -           | -           | -           | -           | 64     | 19     | 20     | 25     | 29,69      |                 |
| set. 2013-feb. 2014  | Padova               | B                    | 16         | 4          | 5          | 7          | -               | -               | -               | -               | -               | -                  | -                  | -                  | -                  | -                  | -           | -           | -           | -           | -           | 16     | 4      | 5      | 7      | 25,00      | Sub., eson.     |
| ott. 2015-gen. 2016  | Livorno              | B                    | 9          | 0          | 3          | 6          | -               | -               | -               | -               | -               | -                  | -                  | -                  | -                  | -                  | -           | -           | -           | -           | -           | 9      | 0      | 3      | 6      | &0,00      | Sub., eson.     |
| Totale carriera      | Totale carriera      | Totale carriera      | 732+1      | 228+1      | 270        | 234        |                 | 55              | 22              | 15              | 18              |                    | -                  | -                  | -                  | -                  |             | -           | -           | -           | -           | 788    | 251    | 285    | 252    | 31,85      |                 |

## Palmarès

### Giocatore

#### Competizioni nazionali
- Campionato italiano Serie C: 1

Atalanta: 1981-1982 (girone A)
- Campionato italiano di Serie B: 1

Atalanta: 1983-1984

#### Competizioni giovanili
- Torneo di Viareggio: 1

Inter: 1971